# Sopiszte
Sopiszte (mac. Сопиште) – wieś w Macedonii Północnej, siedziba gminy Sopiszte. W 2002 roku liczyła 5325 mieszkańców. Ośrodek przemysłu spożywczego i włókienniczego.